# روستی راسل
روستی راسل (به انگلیسی: Rusty Russell) یک مدافع و برنامه‌نویس نرم‌افزار آزاد اهل استرالیا است. او نویسنده پکت فیلترهای آی‌پی‌چین و آی‌پی‌تیبلز در هسته لینوکس است. در سال ۲۰۰۳ لینوس توروالدز از او به عنوان یکی از «نمایندگان ارشدش» نام برد. در سال ۲۰۰۲، روستی آغاز به کارTrivial Patch Monkey را اعلام کرد که یک آدرس ایمیل برای توسعه‌دهندگان هسته لینوکس است تا وصله‌های‌ جزئی، اشتباهات املایی، یک-خطی‌ها و دیگر اصلاحات جزئی در کدهای لینوکس را به آن ارسال کنند. روستی همچنین شروع به توسعه سیستم مجازی‌سازی ال‌گست در هسته لینوکس کرده است و یکی از توسعه‌دهندگان اصلی این پروژه است. در اکتبر ۲۰۰۹ یک تیشرت رسمی سامبا از طرف تیم توسعه‌دهنده این برنامه، به جهت استقبال از راسل به خاطر پیوستن به این تیم، به او اهدا شد.